# Matthias Jacob Schleiden
Matthias Jacob Schleiden (5. dubna 1804, Hamburk – 23. června 1881, Frankfurt am Main) byl německý botanik. V roce 1838 označil buňku za elementární orgán rostliny. Společně s Theodorem Schwannem a Rudolfem Virchowem je Schleiden zakladatelem buněčné teorie.

## Ocenění
Matthias Jacob Schleiden byl v roce 1838 zvolen členem Německé akademie věd Leopoldina; v roce 1854 členem Bavorské akademie věd. Na jeho počest byl pojmenován rod Schleidenia čeledi brutnákovité (Boraginaceae).
Jeho jménem jsou pojmenovány ulice, park a náměstí:
- Schleidenpark, Hamburg-Barmbek
- Schleidenplatz, Berlin-Friedrichshain
- Schleidenstraße, Frankfurt nad Mohanem
- Schleidenstraße, Jena
- Mathias-Schleiden-Straße, Köln-Riehl
- Schleidenstraße, Hamburk
- Schleidengasse, Vídeň, Floridsdorf

Asteroid (37584) Schleiden byl jeho jménem pojmenován 26. května 2002. Na jeho počest také akademie Leopoldina uděluje Schleidenovu medaili.

## Dílo
- Beiträge zur Phytogenesis. In: Archiv für Anatomie, Physiologie und wissenschaftliche Medicin. 1838, S. 137–176.
- Grundzüge der wissenschaftlichen Botanik nebst einer methodologischen Einleitung als Anleitung zum Studium der Pflanze. 2 Teile. Leipzig 1842, 1843 u. 1850, spätere Auflagen unter dem Titel Die Botanik als inductive Wissenschaft bearbeitet; Nachdruck: Olms, Hil-desheim/Zürich/New York 1998, ISBN 3-487-10530-6.
- II. Ueber die fossilen Pflanzenreste des Jenaischen Muschelkalks. In: E.E. Schmid & M.J. Schleiden: Die geognostischen Verhältnisse des Saalthales bei Jena. Verlag von Wilhelm Engelmann, Leipzig 1846, S. 66 – 72, 74, Taf. V.
- Die Pflanze und ihr Leben. Engelmann, Leipzig 1848
- Das Alter des Menschengeschlechts, die Entstehung der Arten und die Stellung des Menschen in der Natur. Engelmann, Leipzig 1863.
- Das Meer. Verlag und Druck A. Sacco Nachf., Berlin 1867; Nachdruck: Severus, Hamburg 2012, ISBN 978-3-86347-291-7.
- Die Rose. Geschichte und Symbolik in ethnographischer und kulturhistorischer Beziehung. Verlag und Druck Wilhelm Engelmann, Leipzig 1873; Nachdruck: Sändig, Wiesbaden 1973, ISBN 3-500-26940-0.
- Die Bedeutung der Juden für Erhaltung und Wiederbelebung der Wissenschaften im Mittelalter. Commissionsverlag von Baumgaertner's Buchhandlung, Leipzig 1877; Nachdruck: Nabu Press 2010, ISBN 978-1-149-67731-5.
- Die Romantik des Martyriums bei den Juden im Mittelalter. Verlag und Druck W. Engelmann, Leipzig 1878; Nachdruck: Kessinger Pub Co 2010, ISBN 978-1-162-51552-6.